# 数据库规范化
数据库规范化，又称正规化、标准化，是数据库设计的一系列原理和技术，以减少数据库中数据冗余，增进数据的一致性。关系模型的发明者埃德加·科德最早提出这一概念，并于1970年代初定义了第一范式、第二范式和第三范式的概念，还与Raymond F. Boyce于1974年共同定义了第三范式的改进范式——BC范式。
除外还包括针对多值依赖的第四范式，连接依赖的第五范式、DK范式和第六范式。
现在数据库设计最多满足3NF，普遍认为范式过高，虽然具有对数据关系更好的约束性，但也导致数据关系表增加而令数据库IO更易繁忙，原来交由数据库处理的关系约束现更多在数据库使用程序中完成。

## 范式
范式如下（从最不规范到规范排序）：
- UNF: 非标准化形式
- 1NF: 第一范式
- 2NF: 第二范式
- 3NF: 第三范式
- EKNF: 主键范式
- BCNF: Boyce–Codd 范式
- 4NF: 第四范式
- ETNF: 关键元组范式
- 5NF: 第五范式
- DKNF: 域键范式
- 6NF: 第六范式

|                                                | UNF (1970) | 1NF (1971) | 2NF (1971) | 3NF (1971) | EKNF (1982) | BCNF (1974) | 4NF (1977) | ETNF (2012) | 5NF (1979) | DKNF (1981) | 6NF (2003) |
| 主键（无重复元组）                             | 也许       | 是         | 是         | 是         | 是          | 是          | 是         | 是          | 是         | 是          | 是         |
| 没有重复组                                     | 也许       | 是         | 是         | 是         | 是          | 是          | 是         | 是          | 是         | 是          | 是         |
| 字段原子性（元组只有一个值）                   | 否         | 是         | 是         | 是         | 是          | 是          | 是         | 是          | 是         | 是          | 是         |
| 没有部分函数依赖（值依赖于每个主键这一整体）   | 否         | 否         | 是         | 是         | 是          | 是          | 是         | 是          | 是         | 是          | 是         |
| 没有传递函数依赖 （值仅依赖于候选键）          | 否         | 否         | 否         | 是         | 是          | 是          | 是         | 是          | 是         | 是          | 是         |
| 每个非平凡的函数依赖涉及一个超键或者主键的子键 | 否         | 否         | 否         | 否         | 是          | 是          | 是         | 是          | 是         | 是          | 不適用     |
| 没有函数依赖造成的冗余                         | 否         | 否         | 否         | 否         | 否          | 是          | 是         | 是          | 是         | 是          | 不適用     |
| 每个非平凡的多值依赖都有一个超键               | 否         | 否         | 否         | 否         | 否          | 否          | 是         | 是          | 是         | 是          | 不適用     |
| 超键是每个显式连接依赖的一部分                 | 否         | 否         | 否         | 否         | 否          | 否          | 否         | 是          | 是         | 是          | 不適用     |
| 候选键隐含了每个非平凡的连接依赖关系           | 否         | 否         | 否         | 否         | 否          | 否          | 否         | 否          | 是         | 是          | 不適用     |
| 每个约束都是域约束和键约束的结果               | 否         | 否         | 否         | 否         | 否          | 否          | 否         | 否          | 否         | 是          | 不適用     |
| 每个连接依赖都是平凡的                         | 否         | 否         | 否         | 否         | 否          | 否          | 否         | 否          | 否         | 否          | 是         |